# Le Mystère de la Vallée Blanche
Pour plus de détails, voir Fiche technique et Distribution.
Le Mystère de la Vallée Blanche (titre original : The Valley of Silent Men) est un film muet américain réalisé par Frank Borzage, sorti en 1922, adapté du roman La Vallée du silence de James Oliver Curwood (1920).

## Synopsis
Le caporal Kent, sérieusement blessé dans une embuscade et se croyant près de mourir, se dénonce pour un meurtre apparemment commis par son ami Jacques Radison. Néanmoins, Jacques est arrêté. Marette Radison, sa sœur, entend parler de sa situation et l'aide à s'évader vers sa maison de la vallée blanche. Poursuivis de près par la police montée, ils arrivent tous à temps pour entendre leur père confesser les meurtres.

## Fiche technique
- Titre original : The Valley of Silent Men
- Titre français : Le Mystère de la Vallée Blanche
- Réalisation : Frank Borzage
- Scénario : John Lynch, d'après le roman La Vallée du silence (The Valley of Silent Men; a Story of the Three River Country) de James Oliver Curwood
- Photographie : Chester A. Lyons
- Production : John Lynch
- Société de production : Cosmopolitan Productions
- Société de distribution : Paramount Pictures
- Pays de production :  États-Unis
- Langue : anglais
- Format : Noir et blanc - 35 mm - 1,37:1 - Muet
- Genre : drame
- Durée : 70 minutes (7 bobines)
- Date de sortie :
  - États-Unis : 10 septembre 1922
- Licence : Domaine public

## Distribution
- Alma Rubens : Marette Radison
- Lew Cody : caporal James Kent
- Joe King : « Buck » O’Connor
- Mario Majeroni : Pierre Radison, le père de Marette
- George Nash (acteur) : inspecteur Kedsty
- Jack W. Johnston : Jacques Radison, le frère de Marette